# Heinrich Trixl
Heinrich Trixl (ur. 1910, zm. ?) – zbrodniarz nazistowski, członek załogi niemieckiego obozu koncentracyjnego Dachau i SS-Oberscharführer.
Obywatel austriacki, z zawodu kupiec. Przed wstąpieniem do SS był żołnierzem Wehrmachtu. Pełnił służbę w podobozie KL Dachau – Kaufering XI od listopada 1944 do 29 kwietnia 1945 roku. Trixl kierował komandami więźniarskimi. Maltretował podległych mu więźniów, nierzadko bijąc ich do nieprzytomności pałką czy kolbą karabinu. Zamordował przynajmniej dwóch więźniów: Greka i Czecha.
W procesie, który toczył się 9 maja 1947 roku przed amerykańskim Trybunałem Wojskowym w Dachau Trixl skazany został na karę 30 lat pozbawienia wolności.